# Abby Lockhart
Abigail "Abby" Marjorie Lockhart (nata Wyczenski) è un personaggio della serie televisiva E.R. - Medici in prima linea, interpretato da Maura Tierney.

## Storia del personaggio
Alla sua prima apparizione nella serie, Abby è un'infermiera di ginecologia e studentessa di medicina. A un passo dalla laurea vede sfumare il suo sogno di diventare medico, a causa dell'ex marito Richard (da cui ha preso e mantenuto il cognome) che non le ha pagato le rette universitarie. Abby ha vissuto un'infanzia travagliata a causa della bipolarità della madre Maggie (interpretata da Sally Field) e per l'assenza del padre (interpretato da Fred Ward), che non ha mai conosciuto. I suoi problemi vissuti durante l'infanzia la portano in età adulta ad avere problemi di alcolismo, una volta riabilitatasi dovrà fronteggiare nuovamente la malattia della madre, quando la donna rientra nella sua vita dopo anni di assenza.
Abby intreccia una relazione con Luka Kovač, un medico croato che lavora al County General, ma la relazione finisce presto. Successivamente si lega al dottor John Carter, ma anche questa relazione ha breve vita, non riuscendo mai Abby a impegnarsi seriamente.
Oltre alle emergenze del pronto soccorso, Abby dovrà affrontare altre prove difficili, come la scoperta che anche il fratello Eric (interpretato da Tom Everett Scott) inizia a manifestare gli stessi problemi di bipolarità della madre, portando il ragazzo alla fuga. Abby, nonostante i problemi, riprende gli studi di medicina e continua a lavorare come infermiera per mantenersi agli studi. Diventata medico, dimostra di sapersi destreggiare tra le emergenze e farsi valere in un mondo di uomini, venendo apprezzata per il suo lavoro al reparto di terapia intensiva neonatale.
Tornata assieme a Luka Kovač, Abby supererà la sua avversione per il matrimonio sposando il dottore croato e diventando mamma del piccolo Joe.
Il loro rapporto entra di nuovo in crisi quando Luka decide di partire per la Croazia per prestare assistenza al padre gravemente malato. La sua assenza prolungata causa non pochi problemi ad Abby che ricade presto nella trappola dell'alcolismo e proprio sotto l'effetto dell'alcool passa una notte insieme al dottor Kevin Moretti, capo del pronto soccorso dopo le dimissioni di Luka.
Al ritorno di Luka, Abby è costretta ad affrontare la realtà di essere ricaduta nell'alcolismo e si fa ricoverare in una clinica. Nonostante il suo tentativo di recuperare la vita com'era prima che Luka partisse, il loro legame sembra essersi spezzato per sempre. Dopo un periodo di separazione in cui Abby riesce a ottenere il ruolo di assistente, i due riescono a riavvicinarsi e decidono di trasferirsi a Boston per ricominciare lì la loro vita uscendo così dalla serie televisiva.